# Hialeah
Hialeah ist eine Stadt im Miami-Dade County im US-Bundesstaat Florida. Das U.S. Census Bureau hat bei der Volkszählung 2020 eine Einwohnerzahl von 223.109 ermittelt. Nach Miami ist Hialeah die größte Stadt des Miami-Dade County und der Metropolregion Miami.

## Geographie
Hialeah befindet sich etwa 5 km nordwestlich von Miami. Angrenzende Kommunen sind Miami Springs, Medley, Hialeah Gardens, Miami Lakes und Opa-locka.

## Demographische Daten
Laut der Volkszählung 2010 verteilten sich die damaligen 224.669 Einwohner auf 74.067 Haushalte. Die Bevölkerungsdichte lag bei 4511,4 Einw./km². 92,6 % der Bevölkerung bezeichneten sich als Weiße, 2,7 % als Afroamerikaner, 0,1 % als Indianer und 0,4 % als Asian Americans. 2,6 % gaben die Angehörigkeit zu einer anderen Ethnie und 1,6 % zu mehreren Ethnien an. 94,7 % der Bevölkerung bestand aus Hispanics oder Latinos.
Im Jahr 2010 lebten in 38,3 % aller Haushalte Kinder unter 18 Jahren sowie 41,4 % aller Haushalte Personen mit mindestens 65 Jahren. 78,0 % der Haushalte waren Familienhaushalte (bestehend aus verheirateten Paaren mit oder ohne Nachkommen bzw. einem Elternteil mit Nachkomme). Die durchschnittliche Größe eines Haushalts lag bei 3,13 Personen und die durchschnittliche Familiengröße bei 3,38 Personen.
27,1 % der Bevölkerung waren jünger als 20 Jahre, 25,0 % waren 20 bis 39 Jahre alt, 28,7 % waren 40 bis 59 Jahre alt und 24,4 % waren mindestens 60 Jahre alt. Das mittlere Alter betrug 42 Jahre. 48,3 % der Bevölkerung waren männlich und 51,7 % weiblich.
Das durchschnittliche Jahreseinkommen lag bei 31.096 $, dabei lebten 21,6 % der Bevölkerung unter der Armutsgrenze.
Im Jahr 2000 war Spanisch die Muttersprache von 92,14 % der Bevölkerung, Englisch sprachen 7,37 % und 0,49 % hatten eine andere Muttersprache.

## Sehenswürdigkeiten
Die Hialeah Park Race Track und die Hialeah Seaboard Air Line Railway Station sind im National Register of Historic Places gelistet.

## Wirtschaft
Die größten Arbeitgeber waren 2018:
| Arbeitgeber                               | Arbeitnehmer |
| ----------------------------------------- | ------------ |
| Palmetto General Hospital                 | 1635         |
| City of Hialeah                           | 1492         |
| UPS                                       | 1119         |
| Hialeah Hospital                          | 1032         |
| Publix                                    | 771          |
| Larkin Community Hospital                 | 683          |
| Sedano's Super Markets                    | 545          |
| Bullet Line                               | 450          |
| Bank of America                           | 378          |
| Hialeah Nursing and Rehabilitation Center | 377          |

## Verkehr
Hialeah wird von der Interstate 75, vom U.S. Highway 27 sowie den Florida State Roads 25, 112 (Airport Expressway), 823, 826 (Palmetto Expressway), 924 (Gratigny Parkway, mautpflichtig), 934 und 953 durchquert oder tangiert. Im Osten führt die Bahnstrecke der Tri-Rail mit den Haltepunkten Hialeah Market und Tri-Rail and Metrorail Transfer Station in Nord-Süd-Richtung entlang. Die Transfer Station ist ein Kreuzungsbahnhof, an dem die Tri-Rail auf die Vorortbahn Miami-Dade Metrorail trifft. Die Metrorail-Stationen Okeechobee und Hialeah befinden sich in Hialeah. Der Flughafen Miami befindet sich unweit südlich der Stadt und ist unter anderem mit der Tri-Rail erreichbar.

## Kriminalität
Die Kriminalitätsrate lag im Jahr 2010 mit 315 Punkten (US-Durchschnitt: 266 Punkte) im durchschnittlichen Bereich. Es gab zwölf Morde, 40 Vergewaltigungen, 256 Raubüberfälle, 643 Körperverletzungen, 1098 Einbrüche, 5693 Diebstähle, 1067 Autodiebstähle und 14 Brandstiftungen.

## Persönlichkeiten

### Söhne und Töchter der Stadt
- Michael Edwards (* 1944), Schauspieler
- Christopher Cavanaugh (* 1962), Schwimmer
- Bryan Avila (* 1984), Politiker
- Gio González (* 1985), Baseballspieler
- Steven Taylor (* 1993), Cricketspieler

### Persönlichkeiten, die vor Ort gewirkt haben
- Raúl L. Martínez (* 1949), Politiker; 1981–2005 Bürgermeister von Hialeah
- Rene Capo (1961–2009), Judoka
- Carlos Hernández (* 1961), Politiker; seit 2011 Bürgermeister von Hialeah
- Julio Robaina (* 1965), Politiker; 2005–2011 Bürgermeister von Hialeah